# Qaryat al-Faw
Qaryat Al Faw (en àrab, قرية الفاو) fou la capital dels antics regnes de Dhakir, Qahtan i després de Kinda al voltant del segle III. Es troba a uns 100 km al sud de Wadi ad-Dawasir, i a uns 700 km al sud-oest de Riad, capital d'Aràbia Saudita. El lloc arqueològic d'Al Faw mostra característiques diferents, com ara cases, mercats, camins, cementeris, temples i pous d'aigua.
És famós entre els lingüistes per ser el jaciment de la primera i única certificació de l'àrab antic: una inscripció en escriptura sabea que data del segle i. Es considera que l'idioma de la inscripció és un precursor de l'àrab, testificat per primera volta en la Inscripció de Namara, del 328, a Síria.

## Història
Els investigadors saben poc sobre aquesta ciutat. Segons les excavacions, data del segle iv, i era coneguda per les inscripcions de Qaryat Dhu Kahl. Kahl fou la principal deïtat adorada por les tribus àrabs de Kinda i Madh'hij. També se la coneixia com a Qaryat al-Hamraa (Ciutat Vermella) i Dhat al-Jnan (Ciutat dels Jardins) pels habitants en el període de prosperitat.
L'edat d'or de la ciutat es va estendre durant gairebé vuit segles, entre el segle iv abans de la nostra era i el segle IV, abans de ser abandonada. La ciutat va sobreviure als atacs dels estats veïns, com ho suggereixen els comptes sabeus de finals del segle ii. També la Inscripció de Namara esmenta l'expedició d'Imru 'al-Qays ibn' Amr a Najran, on va arribar a Qaryat al-Faw i expulsà la tribu governant de Madh'hij de la ciutat. Mai no es va tornar pas a esmentar després d'aquest incident, tret d'un breu relat d'Al-Hamdani.
L'excavació arqueològica va concloure que la ciutat havia nascut a partir d'una petita estació de pas de caravanes, fins a arribar a ser un important centre comercial, religiós i urbà al bell mig d'Aràbia, el Najd.

## Arquitectura
El poble d'Al Faw es troba a la frontera nord-oest del Barri Buit, en la ruta comercial que uneix el sud de la península Aràbiga amb el seu nord-est. Al Faw era un important nucli comercial i tenia més de dèsset pous d'aigua.(2)

## Descobriment
L'interés per Qaryat al-Fāw com a jaciment arqueològic es remunta a la dècada dels 1940, quan alguns treballadors de la companyia petroliera saudita Aramco s'hi van referir. El 1952, tres membres del personal de la companyia van visitar la ciutat i van escriure sobre ella. El 1996, el poble fou visitat per un expert de l'agència d'Antiguitats i Museus. El 1976, el visità primer l'Associació d'Història i Antiguitats de la Universitat Rei Saüd de Riad i després el Departament d'Antiguitats i Museus, tots dos amb l'objectiu d'identificar la ubicació de la ciutat. El treball es perllongà entre el 1972 i el 1995. Les excavacions, les va fer un equip de la Universitat Rei Saüd, del 1970 al 2003, i van descobrir dos sectors principals de la ciutat. El primer era una àrea residencial, amb cases, places, carrers i un mercat, mentre que el segon era una àrea sagrada, composta per temples i tombes. El pla arquitectònic general és molt indicatiu de les ciutats preislàmiques a Aràbia. Abdulrahman al-Ansary, exprofessor d'arqueologia de la Universitat Rei Saüd de Riad i membre del Consell Consultiu d'Aràbia Saudita, és considerat el redescobridor de la ciutat de Qaryat al-Fāw.

## Condició actual
A partir de l'1 de gener del 2014, el jaciment està encerclat per a protegir-lo dels saquejadors. Conté moltes tombes espaiades al llarg de la perifèria oriental. La Tomba dels Reis n'és una mica separada i al nord-oest de la ciutat. El mercat mostra una erosió significativa de les parets. Hui encara s'hi poden veure restes d'emmagatzematge de grans i forns de cocció. Situat a l'est de la ciutat, hi ha un gran jàbal, amb importants coves i petròglifs.

## Galeria d'imatges

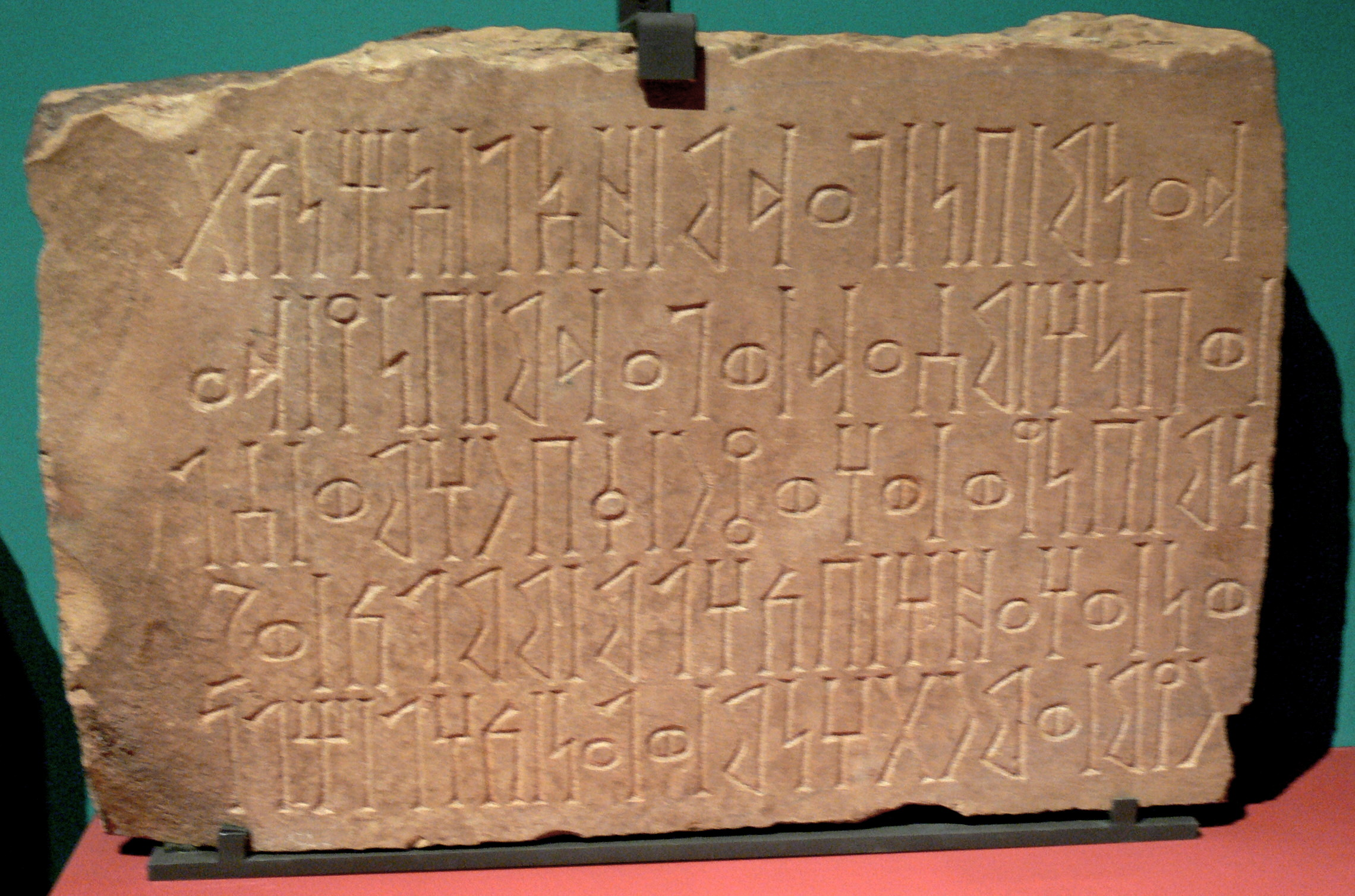
Exposició «Camins d'Aràbia» en el Museu de Pèrgam (Berlín): pedra amb inscripció sobre una donació sabea per a un mausoleu (segle i ae), calcària, 67 × 44 × 12 cm, de Qaryat al-Faw (Museu del Departament d'Arqueologia, Universitat Rei Saüd, Riad)
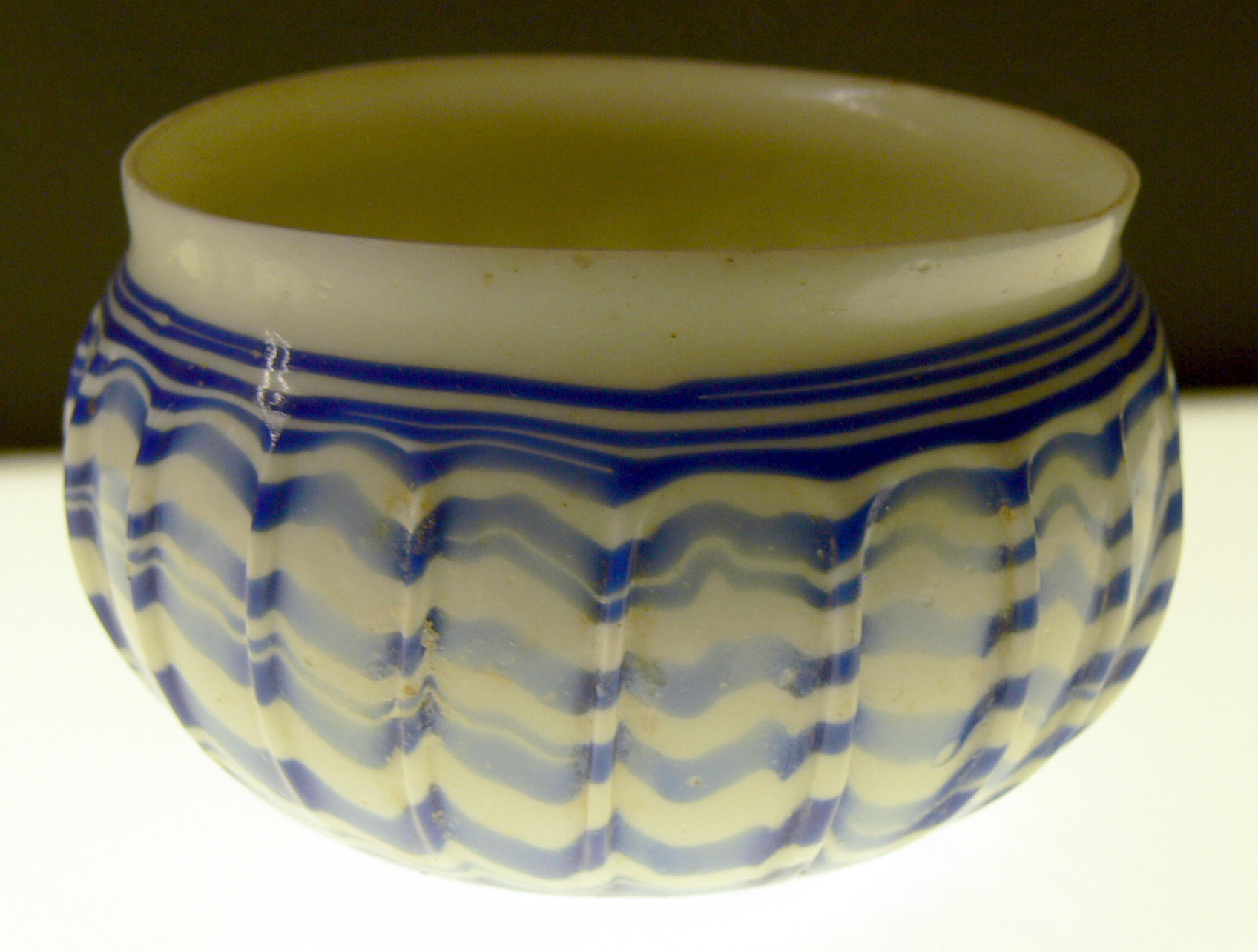
Un vell atuell de vidre del segle i ae, del poble d'Al-Faw
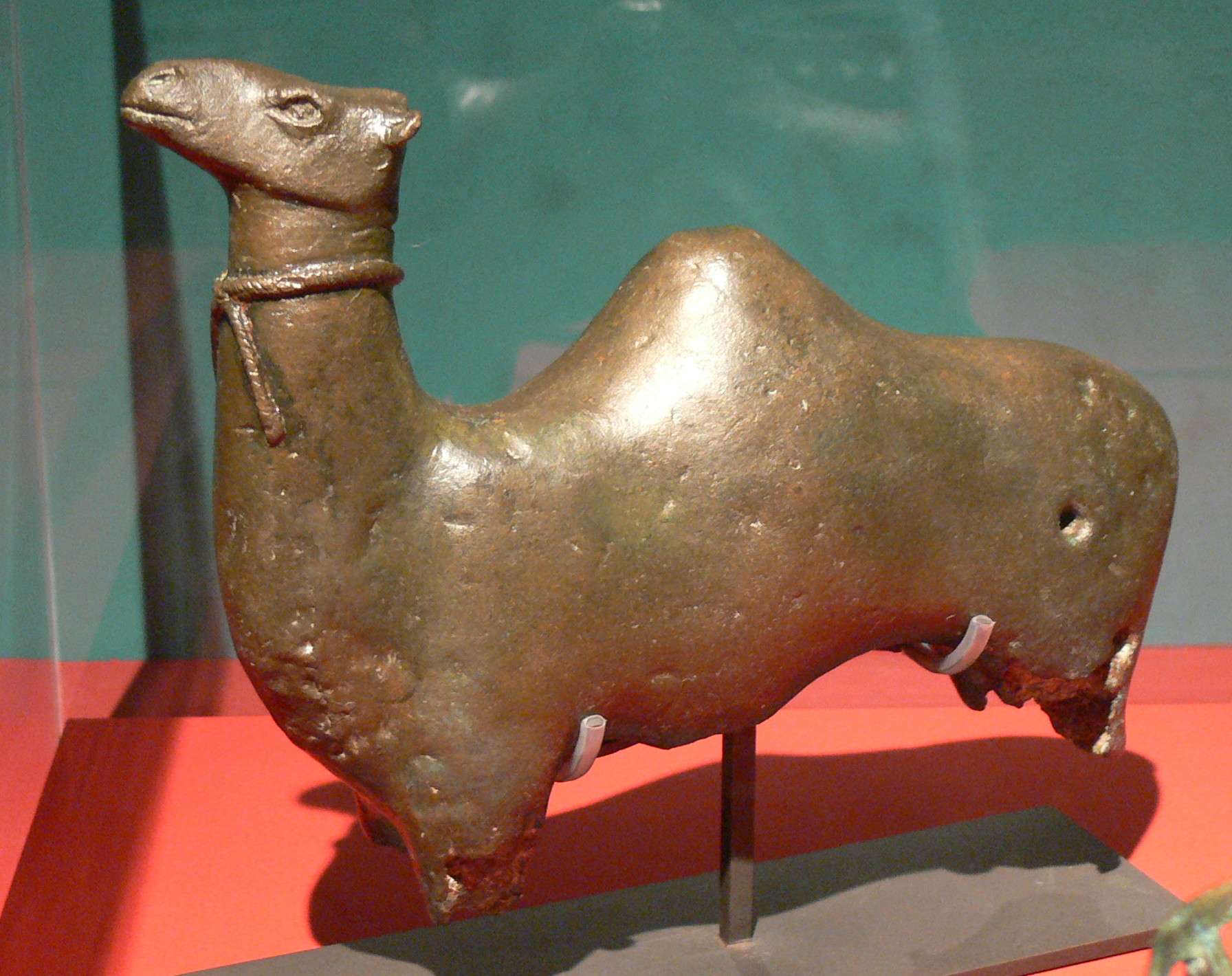
Estàtua d'un dromedari (segle II ae - segle ii)